# Chara (algen)
Chara is een geslacht van groene charofytalgen uit de familie Characeae. Ze zijn meercellig en lijken oppervlakkig op landplanten vanwege de stengelachtige en bladachtige structuren. Ze komen wereldwijd voor in zoet water, vooral in kalksteengebieden in de noordelijke gematigde zone, waar ze onder water groeien aan de modderige bodem. 
De meeste soorten geven de voorkeur aan minder zuurstofrijk en hard water. Ze groeien moeilijk in wateren waar muggenlarven aanwezig zijn. Ze zijn bedekt met afzettingen van calciumcarbonaat en staan algemeen bekend als steenwormen. Er zijn cyanobacteriën gevonden die als epifyten groeien op de oppervlakken van Chara, waar ze mogelijk betrokken zijn bij het binden van stikstof, wat belangrijk is voor plantenvoeding.

## Structuur
Het vertakkingssysteem van Chara-soorten is complex met takken, die zijn afgeleid van apicale cellen, die segmenten aan de basis afsnijden om afwisselend nodale en internodale cellen te vormen. De hoofdassen dragen kransen van takken in een oppervlakkige gelijkenis met Equisetum (een vaatplant). Ze zijn meestal verankerd aan het litorale substraat door middel van vertakkende ondergrondse rhizoïden. Chara-planten voelen ruw aan door afzetting van calciumzouten op de celwand. De metabolische processen die met deze afzetting gepaard gaan, geven Chara-planten vaak een kenmerkende en onaangename geur van waterstofsulfide.

## Morfologie
Het plantenlichaam is een gametofyt. Het bestaat uit een hoofdas (gedifferentieerd in knopen en internodiën), dimorfe takken (lange tak van onbeperkte groei en korte takken met beperkte groei), rhizoïden (meercellig met schuine septa) en stipulodes (naaldvormige structuren aan de basis van secundaire zijtakken).

## Voortplanting
Chara reproduceert vegetatief en seksueel. Vegetatieve voortplanting vindt plaats door knollen, amielsterren en secundaire protonemata. De geslachtsorganen zijn een meercellig en omhuld bolletje of antheridium (mannelijk) en nucule of archegonium (vrouwelijk). De antheridia en archegonia kunnen voorkomen op afzonderlijke planten (tweevoudig), samen op dezelfde plant (samengevoegd monoicy) of afzonderlijk op dezelfde plant (sejoined monoicy). Na bevruchting ontwikkelt de zygote zich tot een oospore.

## Verspreiding
Chara heeft een kosmopolitische verspreiding, van 69 graden noorderbreedte in Noord-Noorwegen tot ongeveer 49 graden zuiderbreedte op de Kerguelen (Pal et al., 1962). In India komen ongeveer 27 soorten voor. Er zijn ongeveer 40 soorten Chara in Europa, waar ze algemeen worden aangetroffen in het specifieke habitattype, dat wordt aangeduid als H3140 (harde oligo-mesotrofe wateren met benthische vegetatie van Chara spp h1) in de Natura 2000-plannen van de Europese Unie. Hoewel dit leefgebied overal in Europa voorkomt, wordt het bedreigd en moet het worden beschermd en behouden. Nederland herbergt 20 soorten Chara, die groeien in meren en vijvers van het habitattype H3140. De H3140-habitats in Nederland worden als belangrijk beschouwd bij de algehele instandhoudingsinspanningen en dus ook voor de Chara-soort in het algemeen.
Denemarken. Hier zijn veel voormalige Chara-habitats (H3140) vervuild door toxines of overmatige hoeveelheden voedingsstoffen (met name fosfaten en stikstof), maar er zijn nog enkele grote meren en vijvers overgebleven. Chara groeit in de zeer schone meren met hard water van het Thy National Park, zoals bijvoorbeeld Nors Sø. Het Tissø-meer (op drie na grootste meer van Denemarken) is ook een habitat van H3140 en bevat Chara-soorten. Ierland: - Co. Galway. Eglinton Canal Chara virgata Kütz., Chara rudis (A.Braun) Leonhardii en Nitella flexilis (L.) C.Agardh.

## Soorten
- Chara aculeolata (Fijnstekelig kransblad)
- Chara aspera (Ruw kransblad)
- Chara baltica (Kustkransblad)
- Chara braunii (Kroontjeskransblad)
- Chara canescens (Brakwaterkransblad)
- Chara connivens (Gebogen kransblad)
- Chara contraria (Brokkelig kransblad)
- Chara corallina
- Chara elegans
- Chara excelsa
- Chara fibrosa
- Chara formosa
- Chara fragilis
- Chara globularis (Breekbaar kransblad)
- Chara hispida (Stekelharig kransblad)
- Chara hornemannii
- Chara intermedia
- Chara nataklys
- Chara papillosa (Grijs kransblad)
- Chara pedunculata (Harig kransblad)
- Chara sejuncta
- Chara virgata (Teer kransblad)
- Chara vulgaris (Gewoon kransblad)
- Chara wallichii
- Chara zeylanica